# Vincent Decroly
Pour les articles homonymes, voir Decroly.
Vincent Decroly, né en 1963, est un avocat et un ancien homme politique belge.

## Biographie
Il est originaire de Gerpinnes (sud de Charleroi) où il cofonde la locale du Parti écologiste belge Ecolo en 1983.
Député fédéral entre 1995 et 2003 (en ayant été réélu en 1999) de la circonscription de Bruxelles-Hal-Vilvorde, il se fait connaître par son travail dans la Commission d’enquête parlementaire sur l’Affaire Dutroux.
Le 26 octobre 2001, il quitte le parti Ecolo après avoir refusé de soutenir la majorité du Premier ministre Verhofstaft (dite majorité arc-en-ciel), majorité dont Ecolo faisait partie.
Le 27 mars 2002, il est expulsé manu militari de la Chambre des représentants de Belgique sur ordre du Président de la Chambre de l’époque Herman De Croo, alors qu’il interrogeait le gouvernement sur les Accords bilatéraux sur l’investissement (ABI), et qu’en signe de protestation, il revêt en fin de séance une casquette et tombe la veste. Il ne s’est pas représenté aux élections de 2003.
Il a publié un livre (Principes élémentaires de la propagande arc-en-ciel, EPO, 2003) dans lequel il résume sa critique de l’action du gouvernement arc-en-ciel et du système de pouvoir belge en général.
Licencié en psychologie (1986), après son engagement politique il a effectué une licence en droit (2005) et travaille maintenant comme juriste à la Free Clinic.
En 2010, il signe un appel à soutenir la liste « Front des gauches » pour les élections du 13 juin.
En 2014, il participe à la fondation du Mouvement VEGA.